# Федеріко Цуккарі
Федеріко Цуккарі (італ. Federico Zuccari ; бл. 1540, Вадо, герцогство Урбіно — 20 липня, 1609, Анкона) — італійський художник XVI ст., представник римської гілки маньєризму. Прізвище художника раніше записували як Цуккаро, Цуккері.

## Життєпис. Ранні роки
Походив з дворянської родини. Батько також був провінційним художником. В родині було восьмеро дітей — Таддео, Бартоломео, Федеріко, Якопо, Люцій, Мавріцій, Алоізій, Марко Антоніо. Найстарший Таддео та третій Федеріко стануть художниками.
Художні навички Таддео і Федеріко опановували в майстерні батька, а Федеріко ще й навчався в Академії малюнку у місті Флоренція. З 1550 року його рахують художником — помічником у майстерні Таддео, де брати поєдналися в Римі. Деякий час Федеріко працював разом із старшим батом.
Федеріко первісно планував стати юристом, але старший брат помічав у нього художній хист і умовив стати художником.

## Власна родина
В Урбіно Федеріко Цуккарі узяв шлюб із сеньйорою Франческою Генге, що була родичкою родини Рафаеля Санті. В родині було семеро дітей — Оттавіано, Ізабелла, Александро Фаддей, Ораціо, Сінтія, Лаура, Джироламо.

## Художня практика Ф. Цуккарі

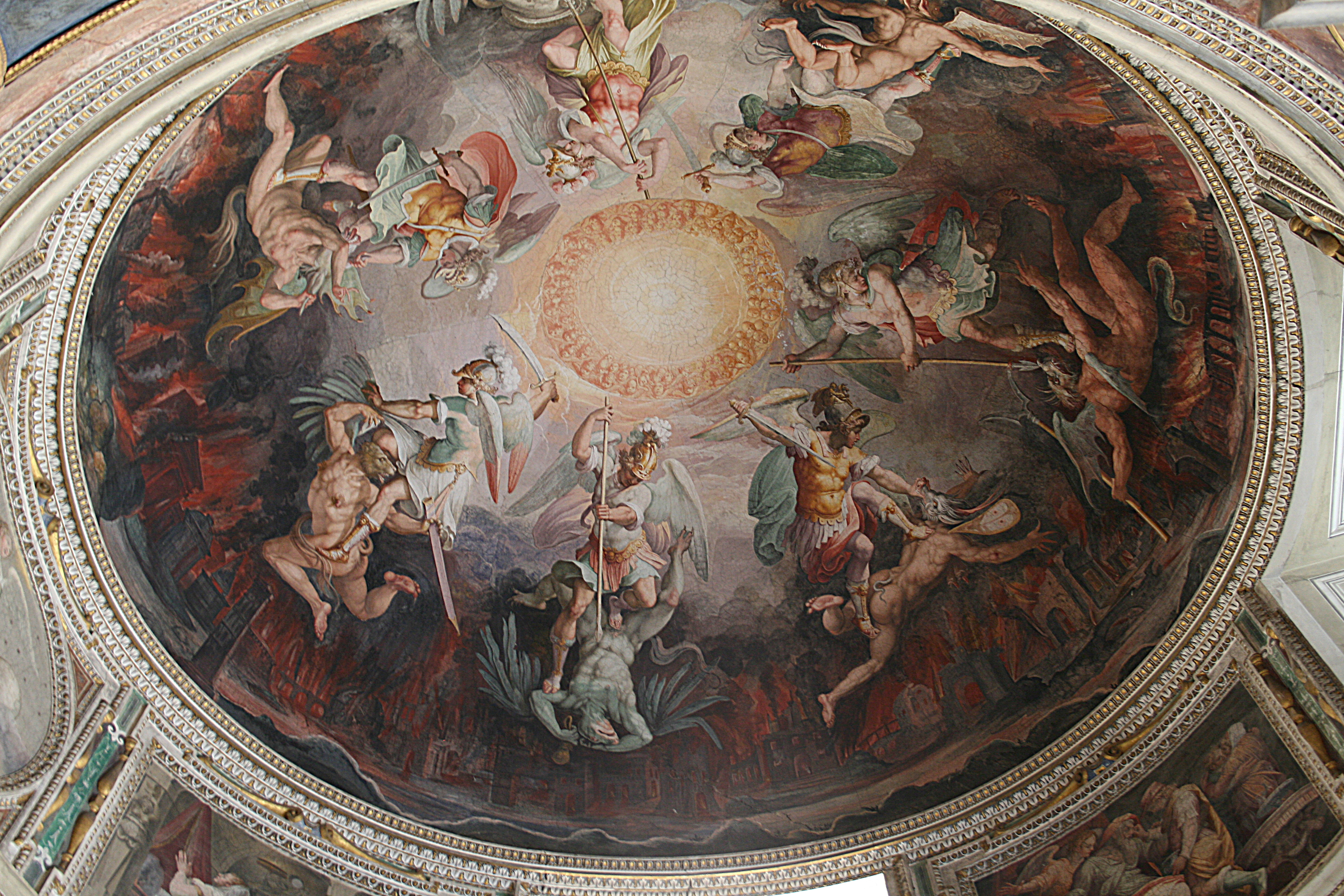
Джорджо Вазарі і Федеріко Цуккарі. Розписи в куполі каплиці в апартаментах Пія V, Ватикан.

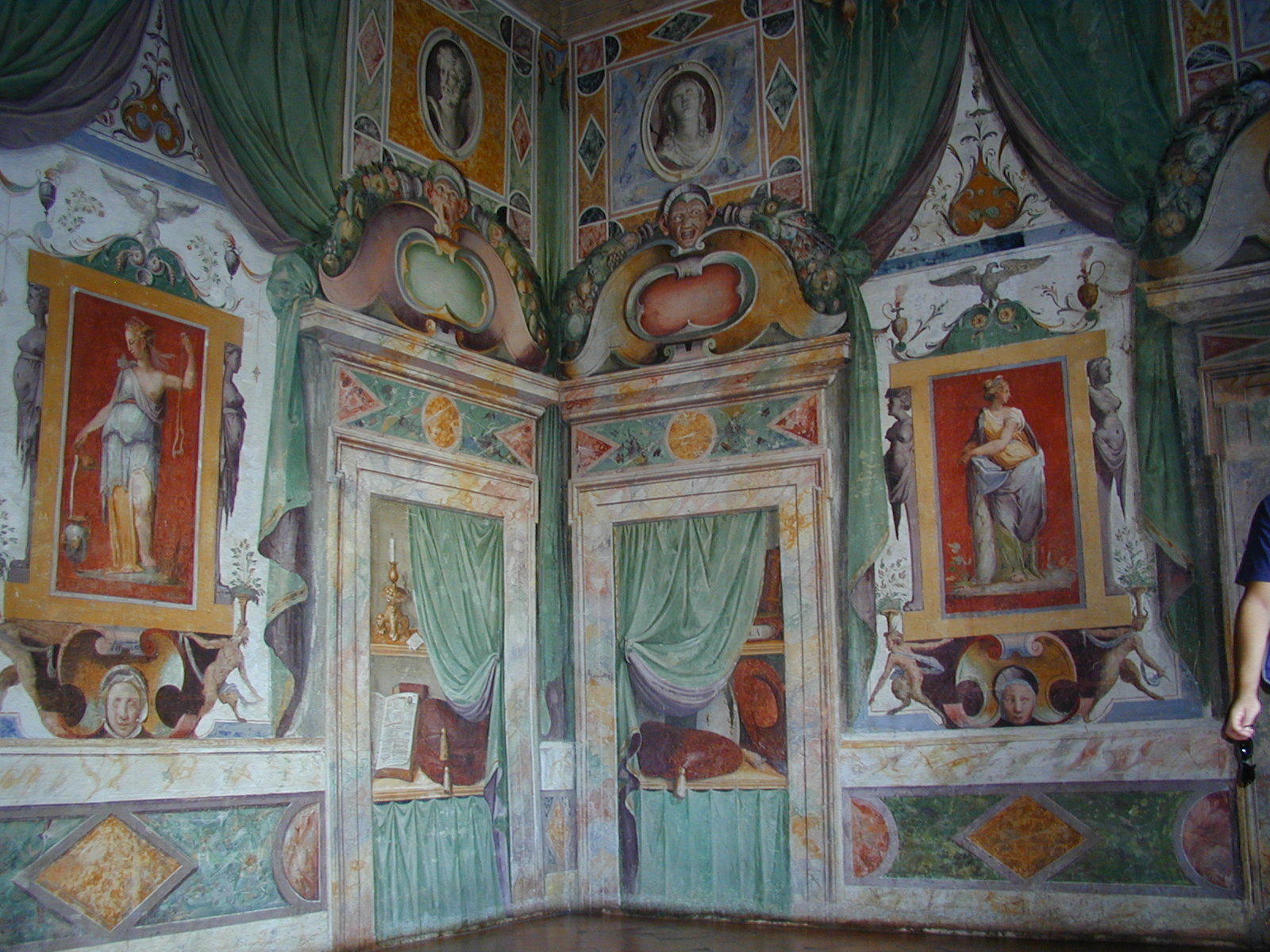
Федеріко Цуккарі. Декоративні фрески в залі Благородства вілли д'Есте у Тіволі1566-1567 під Римом.

Ще в Римі під час праці в майстерні старшого брата він виконав декілька замов від Ватикана, робив на віллі Фарнезе в містечку Капрарола, для родини Орсіні та ін. Дружні стосунки з родичами Гуфайя Фіораванті надали йому можливість попрацювати для герцога Медічі — він зробив фрески в куполі собору Санта-Марія-дель-Фйоре.
Він відвідав Брюссель, де створив декілька ескізів-картонів для виробництва коштовних гобеленів в уславлених тамтешніх майстернях.
1585 року він отримав запрошення на працю у Ескоріал від короля Філіпа ІІ. Федеріко Цуккарі працював у Іспанії з січня 1586 до кінця 1588 року і покинув роботи, котрі завершив другий італійський художник Пеллегріно Тібальді.
Ймовірно, він мав нетовариський характер і когось із впливових осіб образив, бо був вимушений втекти з Риму через загрозу власному життю. Католик Федеріко Цуккарі з 1574 року переховувався в протестантській Англії. Відомо, що він працював у Лондоні під прихильністю впливового міністра Френсіса Волсінгема та двох королев Англії як художник-портретист.
Зміна пап на престолі надала йому можливість повернутися до Риму. 1595 року з дозволу папи римського Сикста V Федеріко Цуккарі офіційно заснував у Римі художню гільдію, відому як Академія ді Сан Лука. Папа надав йому посаду директора академії.
Серед учнів Федеріко Цуккарі — Бартоломе Кардуччі, що емігрував у Іспанію, де працював до власної смерті.

## Караваджо і могутній спротив Федеріко Цуккарі

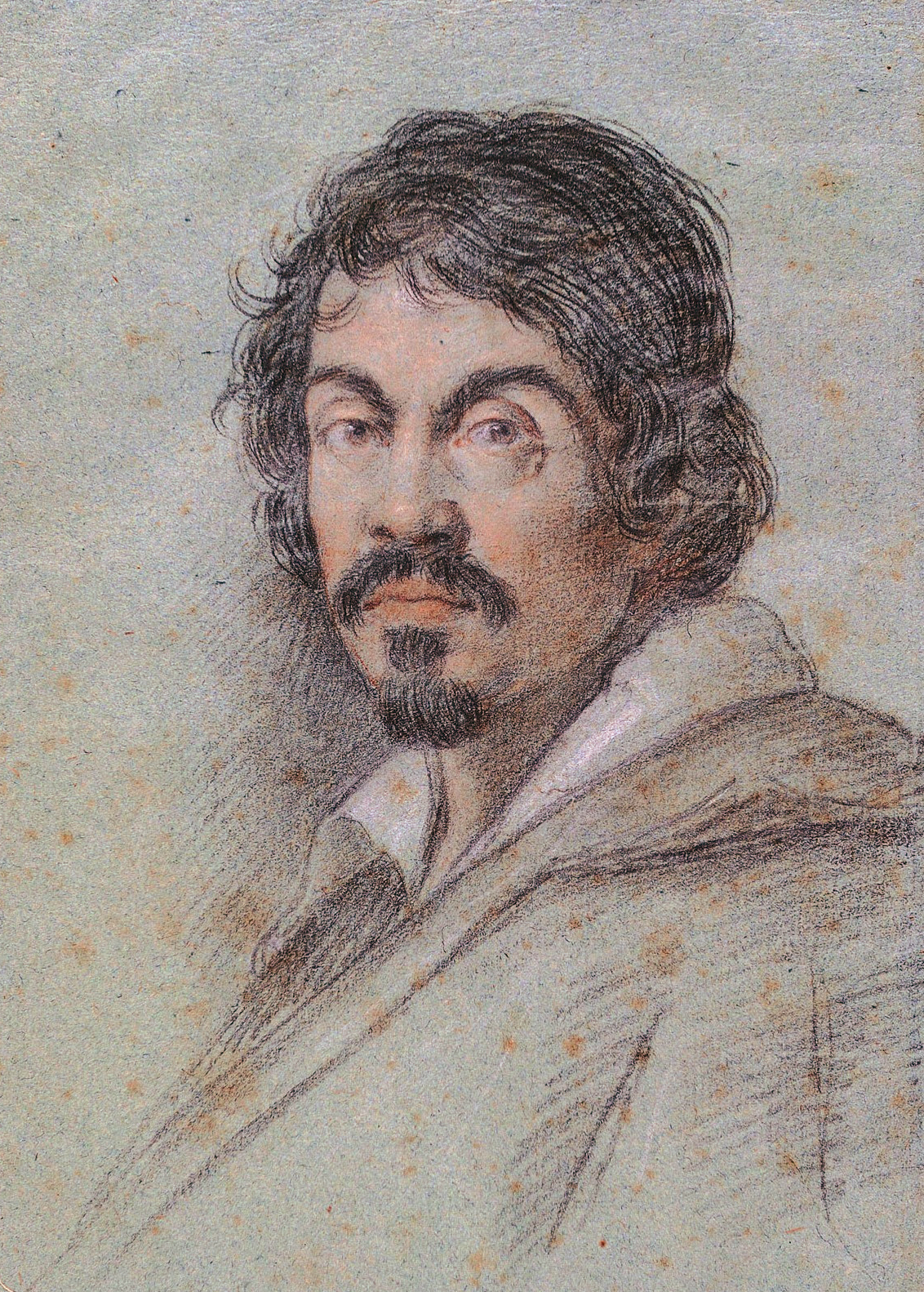
Оттавіо Леоні. Портрет художника Караваджо, малюнок.

Ймовірно, в Римі зав'язався найтрагічніший вузол проблем скандально відомого художника Караваджо з колегами, вузол, що не був мирно розв'язаний впродовж усього життя Караваджо.
Аби мати офіційне визнання в Римі, Караваджо розпочав клопотання задля прийому в члени Академії святого Луки. Схвальні рекомендації надали художники Ораціо Джентілєскі, Просперо Орсі. Але голова академії — Федеріко Цуккарі відхилив клопотання і через спротив Цуккарі — Караваджо членом художньої гільдії так і не став.
Композиції Караваджо для церкви Сан Луїджі деі Франчезі викликали сенсацію в Римі. Натовп збігався дивитися на них. Були тут і спантеличені успіхом молодого митця — художники Риму, серед них — сам Федеріко Цуккарі, офіційній голова Академії святого Луки. Оглянувши твори, Цуккарі оголосив, що не знайшов в картинах нічого нового, окрім впливів художника Джорджоне. Так Цуккарі, ображений успіхом Караваджо та прихильністю до нього декількох багатих замовників, вкотре залучився до ворогів Караваджо, пішов на неблагодійний вчинок, принижуючи авторитет найвідомішого на той час римського художника.
В 20 столітті завдяки клопотанням істориків і мистецтвознавців повернуто великий авторитет Джорджоне. Венеційця і його твори знали в Римі, але ставились — осудливо і несхвально. Бо римські майстри надавали перевагу віртуозному малюнку, фантазійності задуму, орієнтації на давньоримські зразки, взагалі слабко представлених в творчості корифеїв венеційської школи. Порівняння ранніх творів Караваджо з колоритом картин Джорджоне у вустах Цуккарі — не об'єктивність, а спроба ворога отруїти відгук про нього, який добре зрозуміли в тогочасному Римі і отрута якого прихована для читачів XXI століття.

## Смерть
Старий Федеріко Цуккарі прибув 19 липня 1609 року у місто Анкона погостювати у багатого купця Марка Йовіта вже важко хворим. Він встиг викликати нотаріуса Мондельчі і створити заповіт. Цуккарі помер 20 липня 1609 року в Анконі і був похований в родинній каплиці Марка Йовіта в монастирі августинців.

## Вибрані твори
- Палаццо Санкаччі, Амелія, фрески

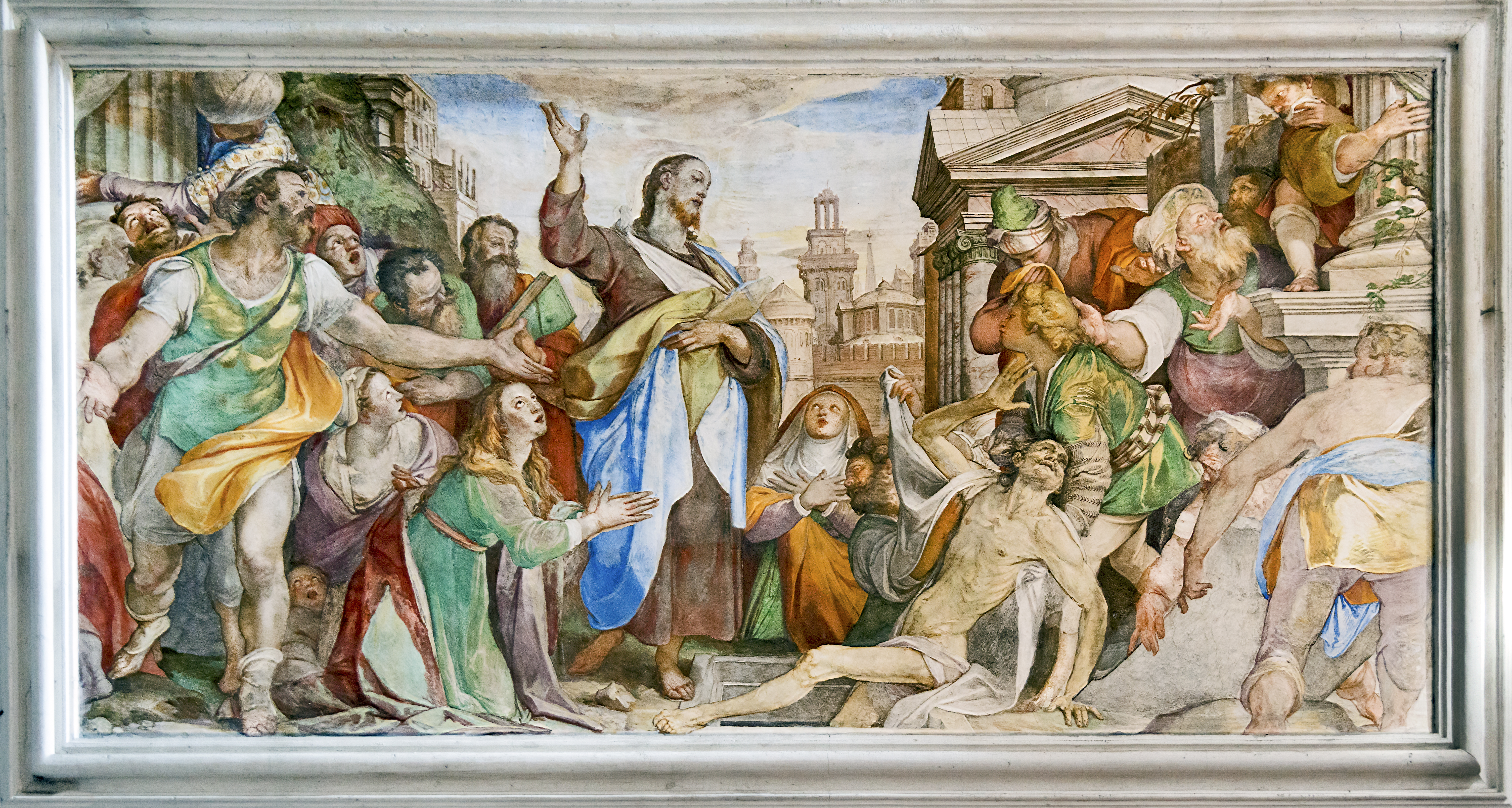
Воскресіння Лазаря

- «Се Людина», церква Івана Хрестителя, Анкона
- Палаццо Феретті, фрески з гротесками
- «Успіння Богородиці», Кортона, єпархіальний музей
- «Автопортрет», 1588, галерея Уффіці
- Санта-Марія-дель-Фйоре, фрески в куполі, закінчення роботи після Джорджо Вазарі, 1574
- Палаццо Цуккарі, фрески, 1578-1579
- Лорето, каплиця герцогів Урбіно, фрески
- Каплиця Паоліна, Апостольський палац, Ватикан, фрески разом із Лоренцо Саббатіні
- Базиліка Санта-Сабіна, фрески в каплиці Св. Гіацинта
- «Благовіщення», 1561, Церква Марії в саду
- «Мертвий Христос і янголи», нині галерея Боргезе
- Палац папи Сикста V, лоджія, фрески «Історія Геркулеса»
- Палаццо Каетані, фрески у вестибюлі, перший поверх
- Палаццо Костагуті, фрески
- Палаццо Джустініані, фрески
- Будинок батьків у Сант-Анджело у Вадо, декоративні фрески
- «Страта Івана Хрестителя», Турин, церква Милосердя
- «Се людина», Урбіно, музей Альбані